# Nymphorgerius grigorievi
Nymphorgerius grigorievi är en insektsart som beskrevs av Oshanin 1913. Nymphorgerius grigorievi ingår i släktet Nymphorgerius och familjen Dictyopharidae. Inga underarter finns listade i Catalogue of Life.